# Jambo Bukoba
Jambo Bukoba e.V. (Swahili für Hallo Bukoba) ist ein in Deutschland eingetragener gemeinnütziger Verein, der sich seit 2008 in Tansania mit Sport und Spiel für bessere Bildung, Gesundheit und geschlechtlicher Gleichberechtigung von Kindern und Jugendlichen engagiert. 2019 wurde der tansanische Tochterverein unter dem Namen Jambo for Development (JFD) als rechtlich unabhängige Partnerorganisation von Jambo Bukoba konstituiert. 451 Mitglieder (Stand 31. Dezember 2021) unterstützen den Verein und dessen Hilfsprojekte in Tansania. Der Verein hat laut eigener Auskunft am 24. März 2023 einen Insolvenzantrag beim Amtsgericht München gestellt.

## Tätigkeit
Jambo Bukoba fördert Bildung, Gesundheit (durch altersgerechte HIV-/AIDS- und Hygiene-Aufklärung) sowie Gleichberechtigung zwischen den Geschlechtern. Die Hilfsprojekte beziehen Lehrkräfte, Eltern und das öffentliche Leben mit ein und verbessern sowohl das pädagogische Know-how der Lehrkräfte als auch die Schulinfrastruktur. Das hierfür verwendete Life Skills through Games Konzept wurde von der Deutschen Sporthochschule Köln entwickelt und verbindet Sport und Spiel im Rahmen des Lehrplans mit erfahrungsbasiertem Lernen.
Ziel ist, Kinder und Jugendliche in Tansania in ihrem Schulalltag zu fördern – für einen besseren Start ins Leben und eine nachhaltige Chance auf eine bessere und selbstbestimmte Zukunft.

## Vorgehen
Die Hilfsprojekte von Jambo Bukoba werden in Bukoba von der tansanische Partnerorganisation Jambo for Development (JFD) flächendeckend in der Region Kagera im Nordwesten Tansanias durchgeführt und begleitet. Diese Hilfsprojekte bestehen aus 3 Bausteinen: (1) Weiterentwicklung von Lehrkräften durch Workshops, (2) Sportwettbewerbe (Bonanzas) und (3) Schulbauprojekte.
1. Mitarbeiter der Partnerorganisation organisieren vor Ort Workshops für Lehrkräfte. In diesen wird einerseits das Life Skills through Games Konzept vermittelt, andererseits werden die von der Sporthochschule Köln entwickelten Spiele gezeigt und gelernt. Des Weiteren leisten Ärzte Aufklärung hinsichtlich HIV/Aids (und je nach Projekt auch über Hygiene und Menstruationshygiene). Die Lehrkräfte werden zu „Multiplikatoren“ und können das Konzept an andere Lehrkräfte weitergeben.
2. Öffentliche Sportwettbewerbe werden organisiert – sogenannte Bonanzas. Diese basieren auf den Life Skills Spielen. Im Vordergrund stehen nicht sportliche Höchstleistungen, sondern Geschlechterparität, faires Verhalten und gutes Teamwork. Pro Distrikt wetteifern sechs Schulen miteinander. Einmal im Jahr findet die „Regional Bonanza“ statt, in welcher sich die Gewinnerschulen aus den Distrikten sportlich messen. Für alle Teilnehmer ist dies ein großes Event – mit Musik und Tanz
3. Schulbauprojekte werden unterstützt und umgesetzt: Die Gewinner-Schule der Regional Bonanza erhält Unterstützung für die Umsetzung eines Schulbauprojektes. Die Schule entscheidet dabei selbst über den dringendsten Bedarf bzw. welches Projekt umgesetzt werden soll (Klassenzimmer, Schulausstattung, Wassertanks/Wasserfilter, Toiletten, Handwaschanlagen, Räume für Menstruationshygiene). Hierbei unterstützt Jambo Bukoba das Projekt je nach Art und Größe mit einem Beitrag ab 11.000 Euro. Insgesamt 40 % der Baukosten werden von den lokalen Behörden und Gemeinden beigesteuert. Dies kann in Form von Materialien, Arbeitskraft oder Geld erfolgen. So wird es ein Projekt der gesamten Community und gibt den Menschen die Möglichkeit, Teil eines Wandels zu sein, einen Beitrag zu leisten und Selbstwirksamkeit zu erfahren. Dabei erfahren alle Beteiligten, – Schüler, Lehrkräfte, Eltern und öffentliche Institutionen – dass eine positive Entwicklung nur mit einem aktiven Beitrag Aller und auf Augenhöhe gelingen kann.

## Hintergründe zur Situation in Tansania
44,8 % der 56 Mio. Einwohner Tansanias sind jünger als 15 Jahre. Generelle Probleme: Regelmäßiger Schulbesuch ist nicht selbstverständlich; viele gehen nur sporadisch zur Schule oder brechen die Schule vorzeitig ab. Gerade Mädchen sind benachteiligt: sie müssen oft arbeiten, im Haushalt helfen oder aufgrund ihrer Menstruation aus Scham der Schule fernbleiben. Sie haben mit frühen Schwangerschaften, den Gefahren von HIV/Aids und deren Ungleichbehandlung von Mädchen besonders zu kämpfen. 70 % der neu mit HIV-/Aids-Infizierten sind zwischen 15 und 24 Jahren alt – 75 % von diesen sind Mädchen. 18 % der Bevölkerung über 15 Jahren kann nicht lesen und schreiben.
Clemens Mulokozi, der Gründer von Jambo Bukoba, wuchs zwischen seinem fünften und zwölften Lebensjahr in Tansania auf – auch daher hat er großen persönlichen Antrieb, die Situation für Mädchen und Jungen in Tansania deutlich zu verbessern.

## Ergebnisse
- 516.413 Schulkinder können mit dem Jambo Bukoba Konzept erreicht und gefördert werden[1]
- 898 Schulen und 1.730 Lehrkräfte haben an den Workshops und Schulbauprojekten teilgenommen
- 67 Schulbauprojekte wurden bisher umgesetzt (z. B. Toiletten, Klassenzimmer …)
- 63 sportliche Wettkämpfe (Bonanzas) mit über 12.791 Schulkindern wurden auf Distrikt- und regionaler Ebene durchgeführt
- Regelmäßige Verbreitung der Jambo Bukoba-Botschaften im Internet, TV, Radio und Zeitungen
- 3 Master-/ Bachelorarbeiten
- Fachbuchveröffentlichung von Debastian Rockenfeller: „Life Skills trough Games. A Teacher´s Guide“[7]

Zusätzlich führte Ashoka an zwei teilnehmenden Schulen in Kagera im August 2014 eine Umfrage durch, bei welcher Lehrer bestätigten:
- Erhöhte Anwesenheitsquoten
- Bessere Abschlussquoten in Primary Schools
- Höherer Notendurchschnitt von Mädchen
- Mehr Chancen für Mädchen, Sport machen zu dürfen
- Mehr pädagogisches Wissen durch Workshops
- Mehr Wissen über HIV und AIDS bei Lehrern und Schülern

## Organisation
Jambo Bukoba finanziert die Aktivitäten in Tansania über Mitgliedsbeiträge und Fundraising, übernimmt Öffentlichkeitsarbeit, strategische Planung, Budgetcontrolling und die operative Steuerung zusammen mit der Partnerorganisation in Tansania. Die Arbeit wird von ehrenamtlichen Unterstützern in Deutschland und vor Ort und den hauptamtlichen Angestellten in München getragen. Verwaltungskosten in Deutschland werden teilweise von Unternehmen und Stiftungen übernommen – auch in Form von Sachspenden und Dienstleistungen. Jambo Bukoba verpflichtet sich dem Transparenz-Standard der Initiative Transparente Zivilgesellschaft und erhielt 2019 das Spendensiegel des DZI.

## Unterstützer
Nachfolgend eine Auswahl an Institutionen, die den Verein unterstützen.
- Ashoka
- Auswärtiges Amt
- Botschaft von Tansania
- Deutsche Post DHL AG
- Deutsche Sporthochschule Köln
- FC Bayern München
- Ministerium der Region Kagera
- ProSiebenSat.1 Media
- UniCredit Bank AG (früher: HypoVereinsbank)

## Ziele
- Ausweitung und Festigung des bestehenden Programmes in der Region Kagera
- Erschließung neuer Regionen mit dem bestehenden Konzept bis zur Abdeckung ganz Tansanias
- Erweiterung des bisherigen Konzeptes (< 14 Jahren) um ein weiterführendes Konzept für ältere Jugendliche über 14 Jahren.

## Auszeichnungen
Im Frühjahr 2015 hat die Bundeskanzlerin Angela Merkel Jambo Bukoba mit einem Startsocial-Bundespreis 2014/2015 ausgezeichnet.
Clemens Mulokozi, der Gründer von Jambo Bukoba, ist seit 2016 Ashoka-Fellow.